# ستيفاني بروكس (مؤلفة)
ستيفاني بروكس (بالإنجليزية: Stephanie Brookes)‏ (20 ديسمبر 1980، ستوك أون ترينت في المملكة المتحدة)؛ مؤلفة وروائية بريطانية.